# Мэнсбридж, Джейн
Джейн Мэнсбридж (англ. Jane Jebb Mansbridge; род. 19 ноября 1939) — американский политолог, профессор Школы государственного управления им. Джона Ф. Кеннеди Гарвардского университета, член Американской академии искусств и наук (1994).

## Биография
Профессиональное образование получила в Колледже Уэллсли (бакалавр, 1961) и в Гарвардском университете (магистр, 1966; доктор, 1971). Преподавала в Чикагском и Северо-Западном университетах.

## Награды и отличия
- Премия Юхана Шютте в политических науках (2018)

## Сочинения
- Мэнсбридж Дж. Женщины, правление и общее благо = Women, government and the common good. // США — экономика, политика, идеология. 1992. № 3.